# Provincia Sa Kaeo
Sa Kaeo (în thailandeză สระแก้ว) este o provincie (changwat) din Thailanda. Situată în regiunea de Est, provincia Sa Kaeo are în componența sa 9 districte (amphoe), 59 de sub-districte (tambon) și 619 de sate (muban). 
Cu o populație de 542.282 de locuitori și o suprafață totală de 7.195,1 km2, Sa Kaeo este a 45-a provincie din Thailanda ca mărime după numărul populației și a 28-a după mărimea suprafeței.